# Premierminister (Osttimor)

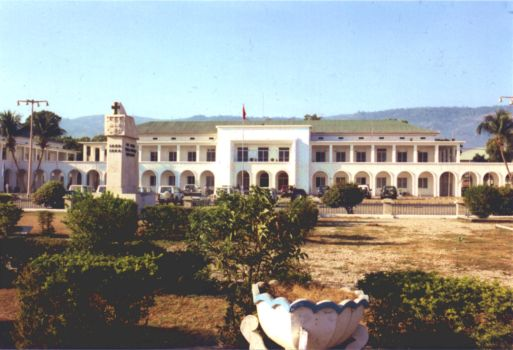
Der Amtssitz des Premierministers in Dili

Der Premierminister (tetum Primeiru-Ministru, portugiesisch Primeiro-Ministro) ist der Regierungschef von Osttimor (Timor-Leste) und Vorsitzender im Ministerrat. Amtssitz des Premierministers ist der Regierungspalast in Dili.

## Hintergrund
Nach den Parlamentswahlen gibt der Präsident einem designierten Premierminister, der in der Regel die Mehrheit einer Partei oder Koalition im Parlament hinter sich hat, den Auftrag zur Regierungsbildung. Diese Regierung muss dann im Nationalparlament ihr Regierungsprogramm innerhalb von 30 Tagen vorstellen. Wird dieses von der Mehrheit der Abgeordneten abgelehnt, kann die Regierung ein zweites Programm vorlegen. Wird auch dieses abgelehnt, ist die Regierung gescheitert. Der Präsident kann dann jemand anderes mit der Regierungsbildung beauftragen oder das Parlament auflösen und zu Neuwahlen aufrufen. Letzteres geschah 2018.
Der Premierminister leitet die Regierung und den Ministerrat und vertritt sie im Nationalparlament. Er bestimmt die allgemeine Richtung der Regierungspolitik und ihre Maßnahmen. Das nationale Sicherheitssystem sowie die allgemeine Politik in den Bereichen Verteidigung, Sicherheit und nationale Aufklärung fallen in seinen Bereich. Ebenso bestimmt der Premierminister die allgemeine Richtung der Außenpolitik vertritt die Regierung gegenüber der internationalen Gemeinschaft und insbesondere gegenüber den ASEAN, den g7+-Staaten und im Hinblick auf eine friedliche Konfliktlösung bei Strategien zur Förderung von Frieden, Demokratie und Entwicklung der Nationen. Er führt außerdem die Verhandlungen über die Festlegung der Land- und Seegrenzen zu Indonesien. Mit Australien obliegt ihm die Verhandlung über die weitere Erschließung des Gasfeldes Greater Sunrise in der Timorsee.
Wegweisend ist der Premierminister auch bei der allgemeinen Politik der Finanzverwaltung, inklusive des Bankwesens, des Steuersystems, der Investitionen des Erdölfonds und der Umsetzung des Tasi-Mane-Projekts. Er hat die Oberaufsicht über die Sonderwirtschaftszonen Oe-Cusse Ambeno und Atauro. Als Regierungschef kann er jedem Regierungsmitglied Weisungen erteilen und Entscheidungen auch im Zuständigkeitsbereich der einzelnen Ministerien fällen. Zudem kann er temporäre und ständige Ausschüsse und Arbeitsgruppen für Aufgaben einsetzen, die in die Zuständigkeit der Regierung fallen. Unabhängig von der Aufgabenverteilung innerhalb der Regierung unterstehen dem Premierminister der Serviço Nacional de Inteligência (SNI), der Interministerielle Sicherheitsausschuss (Comissão Interministerial de Segurança), das Integrierte Krisenmanagementzentrum (Centro Integrado de Gestão de Crises CIGC) und das Amt für Land- und Seegrenzen (Gabinete das Fronteiras Terrestres e Marítimas).

## Nicolau dos Reis Lobato (28. November 1975 – September 1977)
Nach Ausrufung der Unabhängigkeit von Portugal am 28. November 1975, wurde Nicolau dos Reis Lobato (FRETILIN) zum Premierminister ernannt. Doch nur neun Tage später besetzte Indonesien das junge Land. Die Regierung musste in die Berge fliehen und Lobato wurde zum Kommandeur des militärischen Arms der FRETILIN, der FALINTIL ernannt. Nach Absetzung des bisherigen Präsidenten Francisco Xavier do Amaral, wurde Lobato im September 1977 zu dessen Nachfolger ernannt. Am 31. Dezember 1978 kam Lobato ums Leben.

## AntónioMau LearDuarte Carvarino (Oktober 1977 – Februar 1979)
António Mau Lear Duarte Carvarino wurde im Oktober 1977 zum neuen Premierminister ernannt, im Februar 1979 jedoch durch indonesische Truppen gefangen genommen und getötet.

## Marí Alkatiri (20. Mai 2002 – 26. Juni 2006)

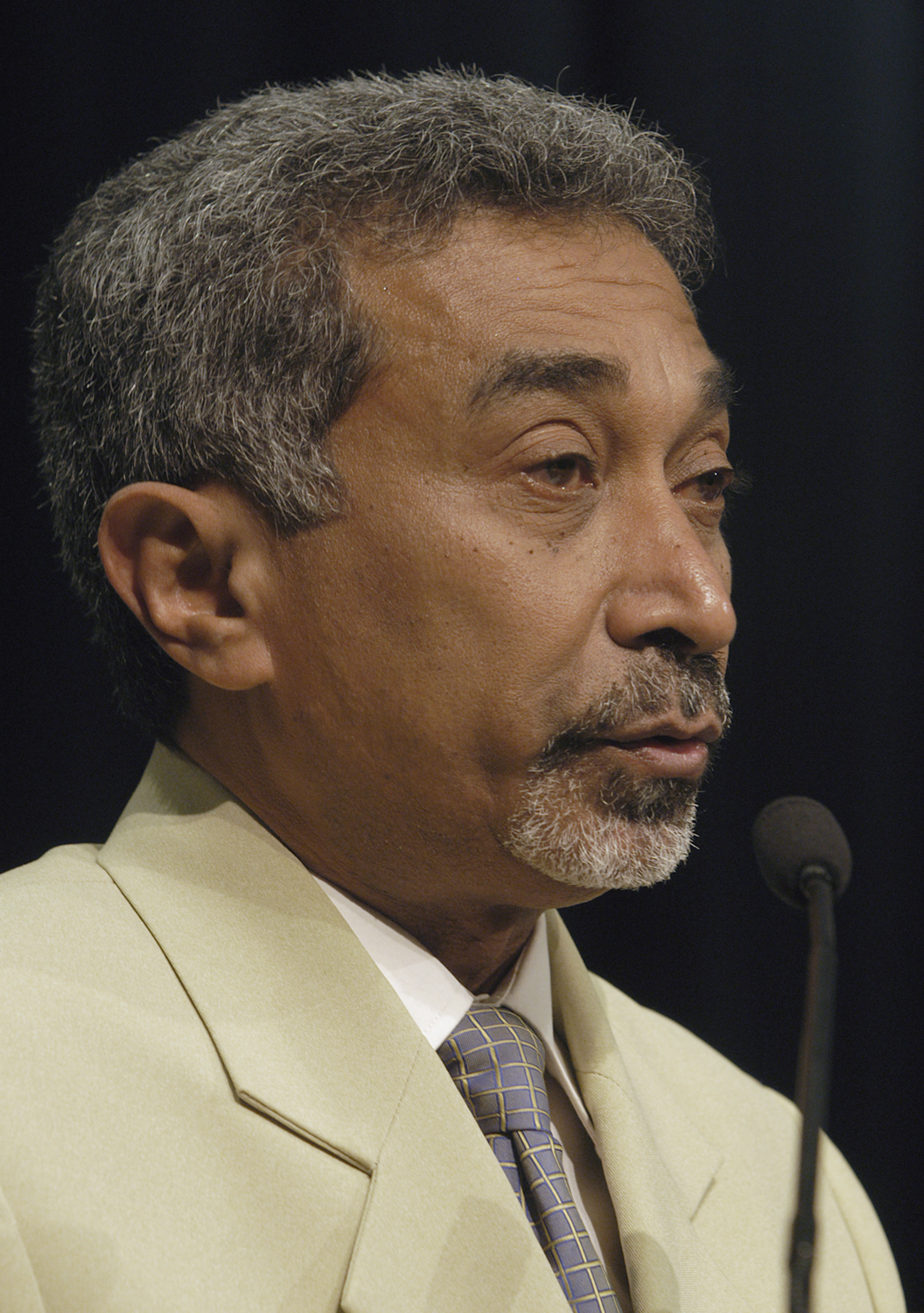
Marí Bin Amude Alkatiri (2002)

Bei den Wahlen zur verfassunggebende Versammlung am 30. August 2001 gewann die FRETILIN 55 der 88 Sitze. Die Versammlung wurde mit Erlangung der Unabhängigkeit am 20. Mai 2002 zum Nationalparlament und erster Premierminister nach der indonesischen Besatzung wurde Marí Bin Amude Alkatiri. Bei der Bevölkerung war er als kalter Technokrat verschrien und man nahm ihm übel, dass er während der Besatzungszeit im Exil in Mosambik weilte. Bereits am 4. Dezember 2002 zündeten protestierende Studenten sein Haus an. Außenpolitisch strebte er eine Annäherung (Militärisch, wie wirtschaftlich) an die Volksrepublik China und die linksorientierten Staaten Südamerikas an, wodurch er in Konflikt mit Präsident Xanana Gusmão geriet.
Alkatiri wurde auch für das Ausbrechen Unruhen in Osttimor 2006 verantwortlich gemacht. Rufe nach seinem Rücktritt wurden laut, doch blieb es zunächst einmal bei einer Regierungsumbildung, bei der zwei seiner wichtigsten Minister gehen mussten. Zusätzlich brach ein Machtkampf zwischen Alkatiri und Präsident Gusmão aus, wobei sich Alkatiri auf die Polizei und Gusmão auf die Unterstützung des größten Teils der Armee stützen konnte. Forderungen Gusmãos, dass Alkatiri zurücktritt, wurden zunächst von der Regierungspartei zurückgewiesen, wogegen der beliebte Außenminister José Ramos-Horta und der Verkehrsminister protestierten und sich am 25. Juni von ihren politischen Ämtern zurückzogen. Schließlich erklärte Alkatiri am 26. Juni 2006, dass er die Verantwortung für die politische Krise übernehmen wolle und trat zurück.

## José Ramos-Horta (10. Juli 2006 – 19. Mai 2007)

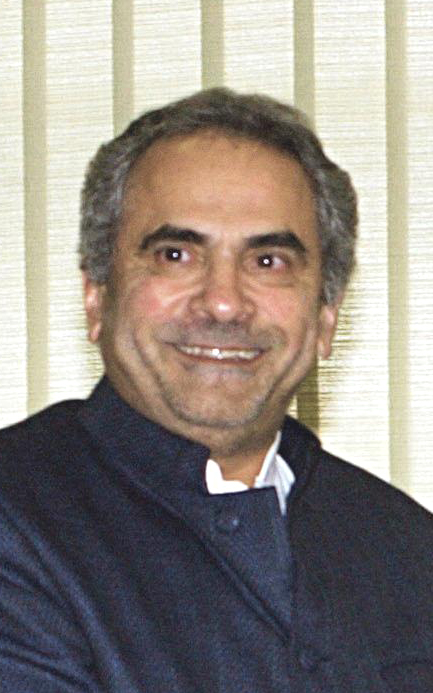
José Ramos Horta

Zu Alkatiris Nachfolger wurde am 8. Juli 2006 der Friedensnobelpreisträger und vorige Außenminister José Ramos-Horta ernannt und am 10. Juli vereidigt. Er hatte bereits das Amt übergangsweise nach Alkatiris Rücktritt geführt. Seit seinem Austritt aus der FRETILIN 1988 ist Ramos-Horta parteilos. Stellvertreter wurden Landwirtschaftsminister Estanislau da Silva (FRETILIN) und Gesundheitsminister Rui Maria de Araújo. Da Ramos-Horta in der die Wahl zum Staatspräsidenten 2007 gewann, trat er einen Tag vor seiner Vereidigung als Staatspräsident, am 19. Mai 2007 als Premierminister und Verteidigungsminister zurück.

## Estanislau da Silva (19. Mai 2007 – 8. August 2007)

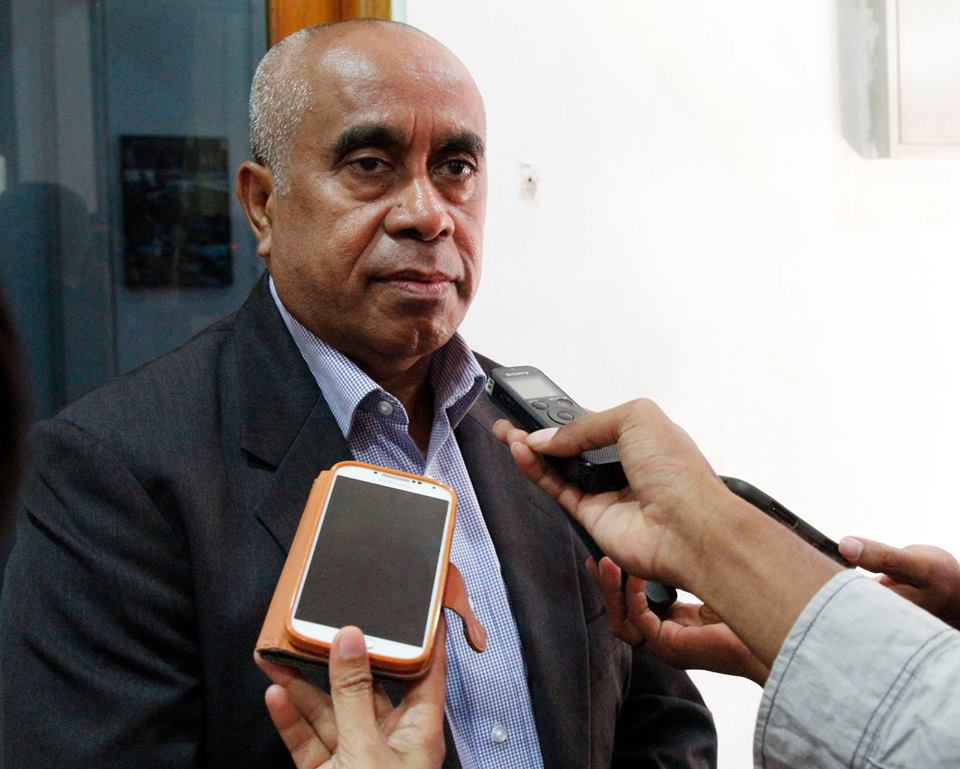
Estanislau da Silva

Bis zur Wahl des neuen Parlaments übernahm der bisherige stellvertretende Premierminister Estanislau da Silva das Amt des Premierministers. Bereits am Tag seiner Ernennung entließ das FRETILIN-Mitglied den Außenminister José Luís Guterres.

## Xanana Gusmão (8. August 2007 – 16. Februar 2015)

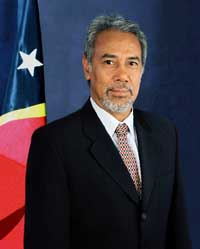
Xanana Gusmão

Bei den Parlamentswahlen am 30. Juni 2007 konnte keine Partei die absolute Mehrheit im Parlament gewinnen. Die FRETILIN wurde mit 21 der 65 Sitze zwar stärkste Kraft, doch konnte sie keine Koalitionspartner gewinnen. Schließlich erging der Auftrag zur Regierungsbildung an den ehemaligen Staatspräsidenten Xanana Gusmão. Sein CNRT hatte zwar nur 18 Sitze für sich verbuchen können, aber Gusmão konnte eine Koalition mit PD und Coligação ASDT/PSD schließen, die Aliança da Maioria Parlamentar („Allianz der Parlamentsmehrheit“), die 37 Abgeordnete im Parlament stellte.
Am 11. Februar 2008 schlug ein Attentat auf Gusmão fehl. Der Premierminister entkam unverletzt.
Bei den Parlamentswahlen am 7. Juli 2012 erhielt der CNRT 30 Sitze, die FRETILIN 25 Sitze, die PD acht Sitze und die Frenti-Mudança (FM) zwei Sitze. Die anderen Parteien und Bündnisse scheiterten an der Drei-Prozent-Hürde. CNRT, PD und Frenti-Mudança bilden eine Regierungskoalition, die FRETILIN ist die einzige Oppositionspartei. Gusmão wurde als Premierminister bestätigt.
Am 5. Februar 2015 erklärte Gusmão in einem Brief an Staatspräsident Taur Matan Ruak seinen Rücktritt und schlug Rui Maria de Araújo als seinen Nachfolger vor. Der Präsident nahm den Rücktritt an und beauftragte Araújo mit der Bildung einer neuen Regierung.

## Rui Maria de Araújo (16. Februar 2015 – 15. September 2017)

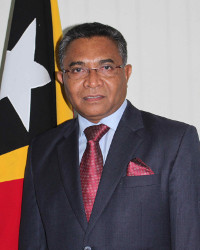
Rui Maria de Araújo (2015)

Rui Maria de Araújo wurde am 16. Februar 2015 vereidigt. Er war Mitglied der bisherigen Oppositionspartei FRETILIN. Seinem neuen Kabinett gehörten neben Parteiunabhängigen nun Mitglieder aller im Parlament vertretenden Parteien an (CNRT, FRETILIN, PD, FM). Araújo war der erste Premierminister Osttimors, der nicht der Generation der Unabhängigkeitskämpfer von 1975 angehörte.

## Marí Alkatiri (15. September 2017–22. Juni 2018)

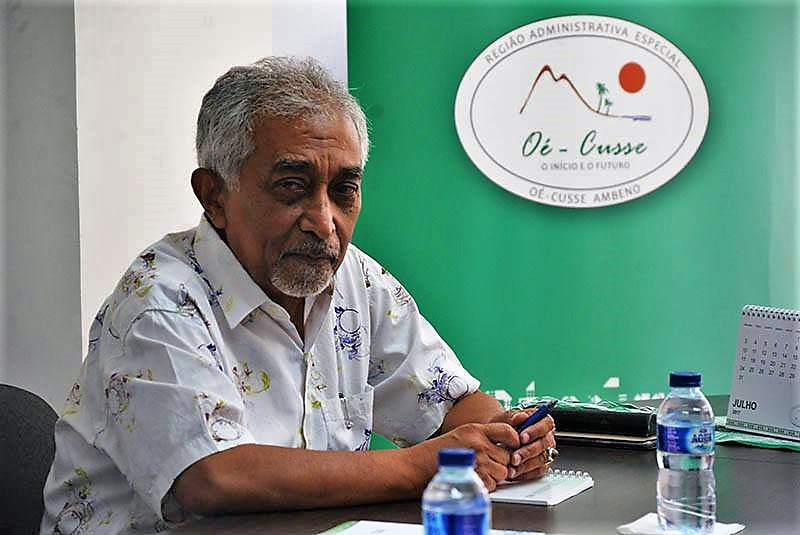
Marí Alkatiri (2017)

Alkatiri wurde von Staatspräsident Francisco Guterres am 14. September erneut zum Premierminister ernannt und mit der Regierungsbildung beauftragt. Die ersten Angehörigen der VII. verfassungsmäßige Regierung Osttimors wurden am 15. September 2017 eingeführt und vereidigt. Alkatiris FRETILIN hatte am 13. September mit der PD einen Koalitionsvertrag geschlossen. Das Bündnis verfügte nur über 30 der 65 Sitze im am 22. Juli gewählten Parlament. Der ursprünglich geplante dritte Koalitionspartner KHUNTO unterschrieb den Vertrag aufgrund von internen Streitigkeiten im letzten Moment nicht und verbündete sich mit den anderen Oppositionsparteien gegen Alkatiris Regierung. Da weder das Regierungsprogramm, noch ein Haushalt verabschiedet werden konnte, löste Präsident Francisco Guterres am 26. Januar 2018 das Parlament auf und kündigte Neuwahlen an.

## Taur Matan Ruak (22. Juni 2018 bis 30. Juni 2023)

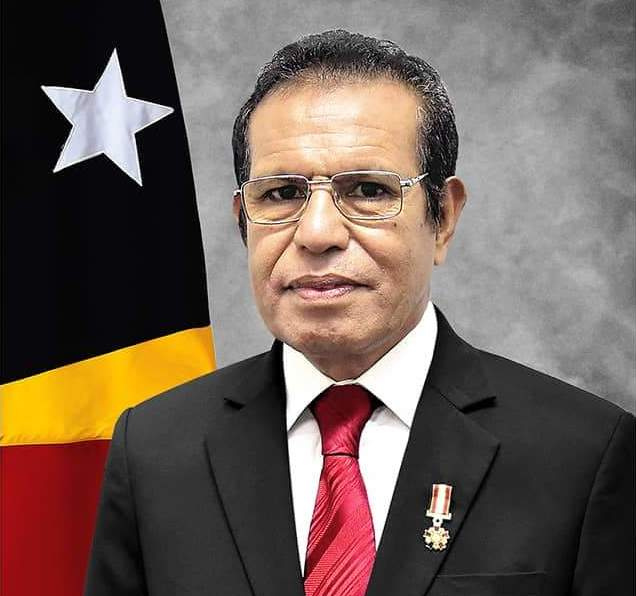
Taur Matan Ruak (2018)

Taur Matan Ruak wurde am 22. Juni 2018 vereidigt. Er führte zunächst eine Koalitionsregierung der Aliança para Mudança e Progresso (AMP), die aus dem CNRT, der Partidu Libertasaun Popular (PLP) von Taur Matan Ruak und der Kmanek Haburas Unidade Nasional Timor Oan (KHUNTO) bestand. Nach dem Auseinanderbrechen der Koalition reichte Taur Matan Ruak am 25. Februar 2020 seinen Rücktritt als Premierminister ein. Er sollte nur noch bis zum Antritt der neuen Regierung im Amt bleiben. Aufgrund der drohenden COVID-19-Pandemie nahm Taur Matan Ruak nach Absprache mit Präsident Francisco Guterres am 8. April seinen Rücktritt zurück. FRETILIN, PLP und KHUNTO bildeten eine neue Regierungskoalition.
Der bisherige Kabinettschef Afonso Henriques Ferreira Corte-Real wurde am 10. August 2020 durch Azevedo Marçal ersetzt.

## Xanana Gusmão (seit 1. Juli 2023)

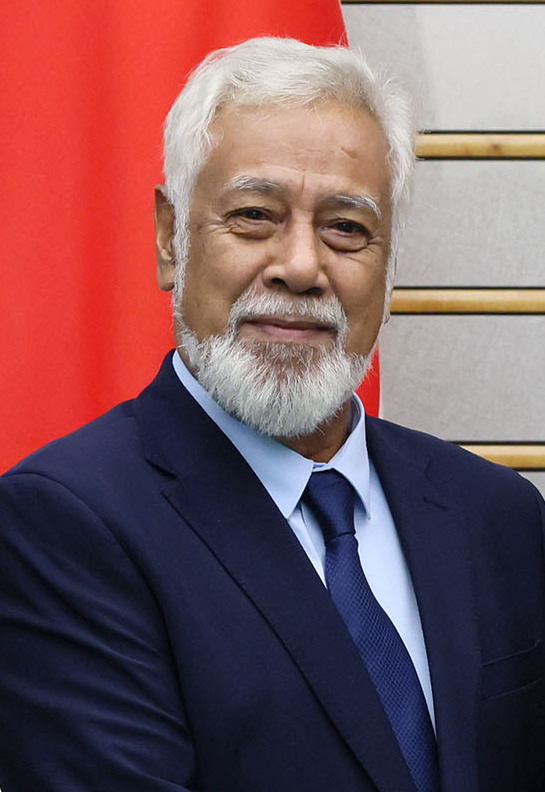
Xanana Gusmão (2023)

Xanana Gusmão wurde am 1. Juli 2023 zu seiner zweiten Amtszeit vereidigt. Die IX. konstitutionelle Regierung Osttimors wird von einer Koalition aus CNRT und PD gestützt.